# Škoda 14T

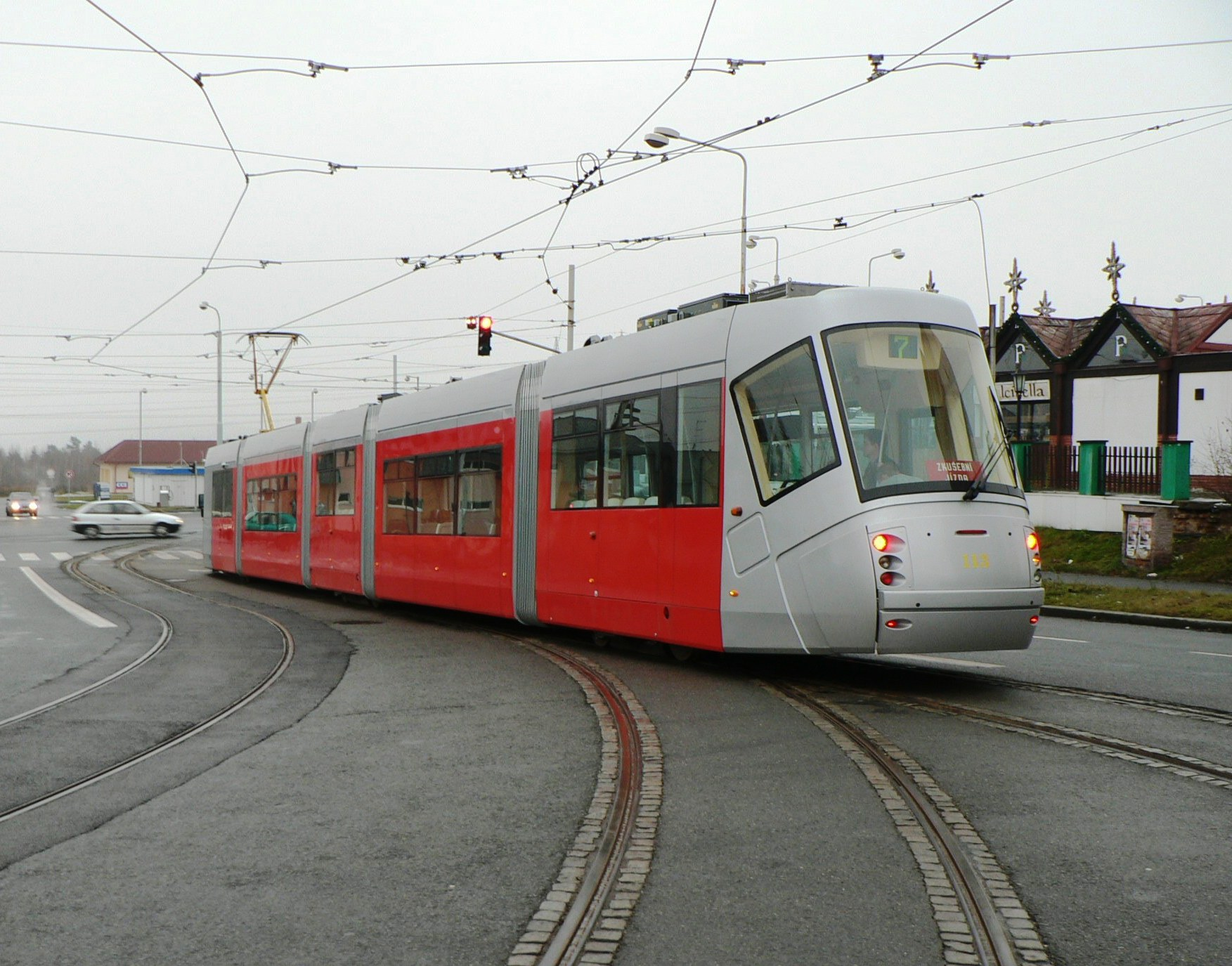
Prototyp 14T při zkouškách v Plzni (Bolevec) zezadu

Škoda 14T je částečně nízkopodlažní pětičlánková tramvaj vyráběná plzeňskou společností Škoda Transportation a od roku 2006 provozovaná v Praze. V médiích bývá často označována Porsche podle výrobcem a dopravním podnikem propagovaného faktu, že design navrhla firma Porsche Design Group, dceřiná společnost automobilky Porsche; mezi zájemci o kolejová vozidla se používá i složenina Porschetra. Po představení pokročilejšího typu Škoda 15T „ForCity“ v březnu 2008 výrobce začal pro 14T (a její sesterské typy) používat obchodní jméno Elektra.
Menšími modifikacemi byly z typu 14T odvozeny tramvaje Škoda 16T pro Vratislav a Škoda 13T pro Brno.
Cena jednoho vozu je 57 miliónů Kč; Praha jich objednala 60.

## Konstrukce
Škoda 14T je jednosměrný šestinápravový motorový částečně nízkopodlažní tramvajový vůz. Skládá se z pěti článků navzájem spojených klouby a krycími měchy. Každý lichý článek má pevně připojený hnací dvojnápravový podvozek, sudé jsou nesené mezi lichými. Na pravé straně vozové skříně se nachází patery dveře pro vstup cestujících (po dvou dvoukřídlých v sudých článcích a jednokřídlé na konci 5. článku) a jednokřídlé pro řidiče. Délka je srovnatelná s tříčlánkovou tramvají Tatra KT8D5 z 80. let; na rozdíl od ní však (polo)kruhová podlaha v kloubech není samostatně otočná, ale pevně spojená se sudými články.

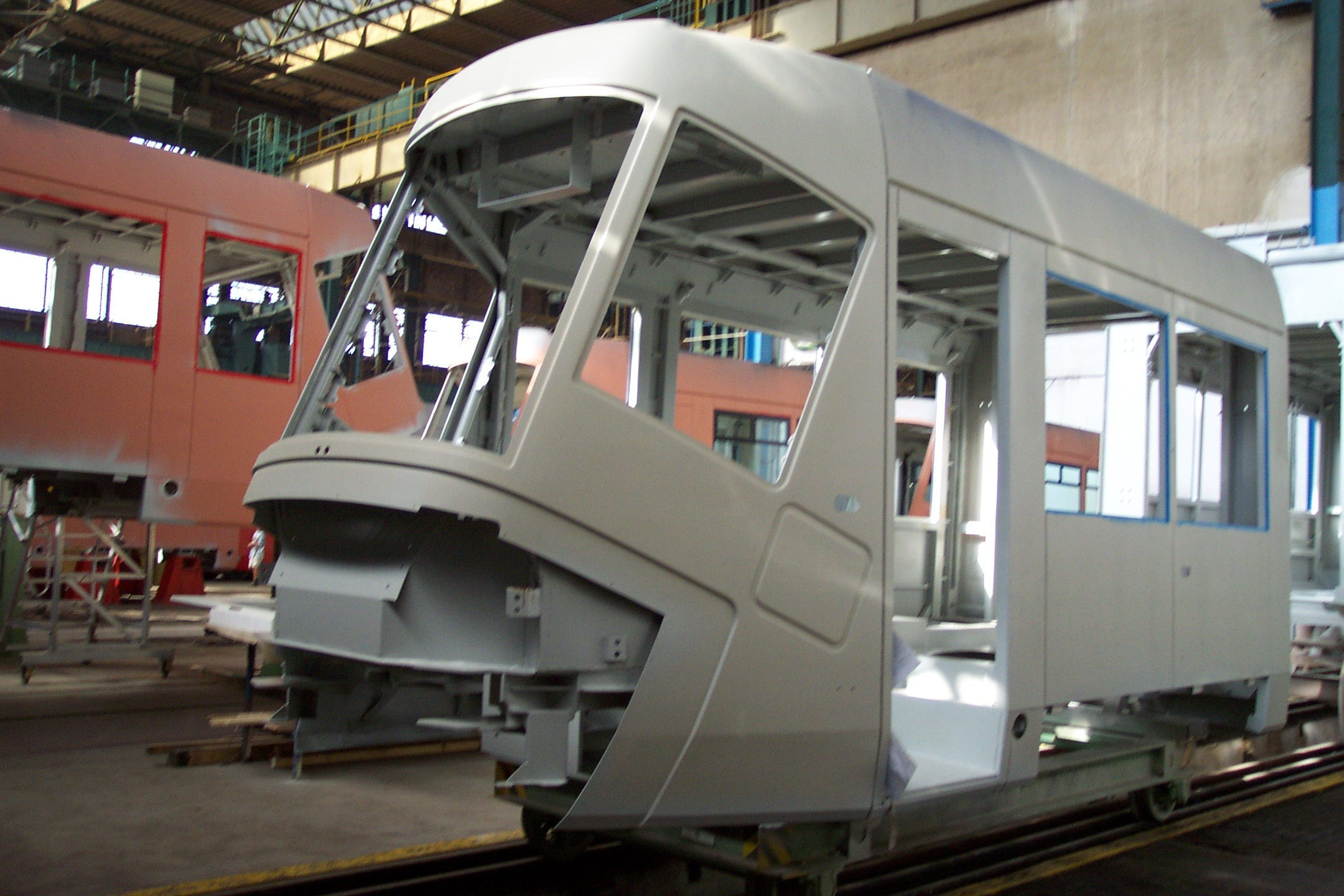
Výroba jednotlivých článků tramvaje 14T v Plzni

Škoda 14T je částečně nízkopodlažní v nesených sudých článcích; liché články mají sníženou podlahu, sice níže než u starších vozidel, stále ji však od nízkopodlažní části dělí schod o výšce 25 cm. Kabina řidiče je oddělena od prostoru pro cestující přepážkou z tmavého plexiskla se zamčenými dveřmi; její podlaha je o další schod výše a aby měl řidič přehled nad vozovkou srovnatelný s vysokopodlažními tramvajemi, má vysoké odpružené křeslo s opěrkou pro nohy dalších cca 20 cm nad podlahou. Hlavním přístrojem v kabině řidiče je multifunkční zobrazovač s barevnou obrazovkou, jehož základem je český programový systém Control Web. Software mj. znemožňuje projíždět oblouky nadměrnou rychlostí a vůbec automaticky reguluje rychlost podle omezení trati. Na rozdíl od starších tramvají není 14T ovládána pedály, ale pákou po řidičově levé ruce. Stejně jako vozy Tatra KT8D5R.N2P (modernizované KT8D5) je 14T vybavena kamerovým systémem a dvojicí monitorů, díky nimž řidič může sledovat okolí vozu i jeho vnitřek (kamery jsou ve všech článcích umístěny v kopuli z tmavého skla pod stropem v levém předním rohu); záběry z venkovních kamer mířících dozadu jsou stranově převráceny jako ve zpětném zrcátku, mimoto má tramvaj dvě zpětná zrcátka u postranních oken kabiny: pravé nese „tykadlo“ od stropu skříně, levé je upevněno odspoda. Dále je tramvaj vybavena interkomem pro spojení cestujících s řidičem.
Vůz může vyjet stoupání až 85 ‰ (maximum na pražských tratích je 80 ‰). Má tři typy brzd: elektrohydraulickou střadačovou brzdu, elektromagnetickou kolejnicovou brzdu, hlavní provozní brzdou je elektrodynamická brzda, která umožňuje rekuperaci elektrické energie při brzdění. Pro informaci cestujících byla tramvaj vybavena digitálními transparenty (čelní + boční orientace s číslem linky a cílovou stanicí).

## Kritika
Po uvedení do provozu se Škoda 14T setkala s kritikou cestující veřejnosti. Tramvaji je zejména vytýkáno:[zdroj⁠?!]

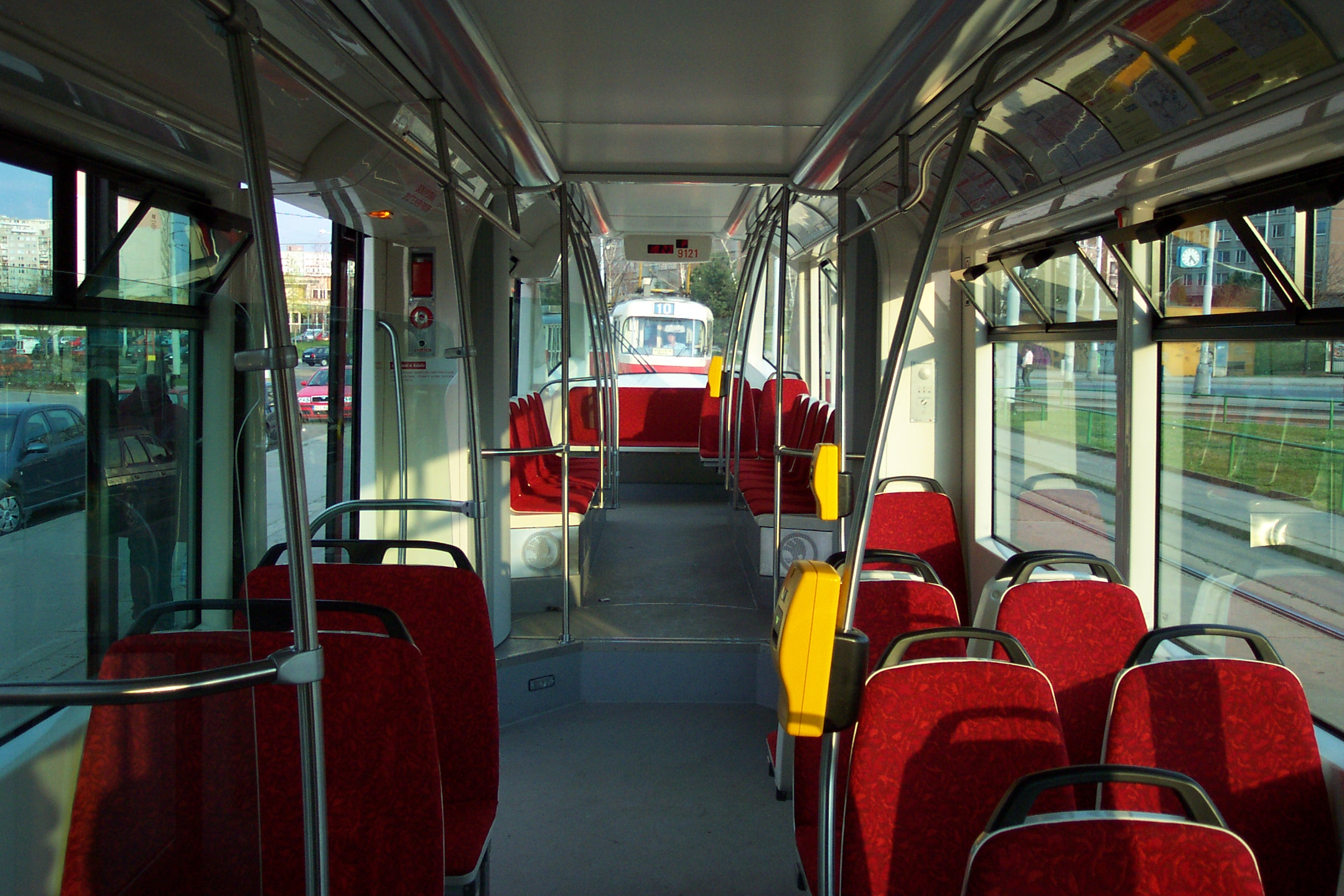
Interiér 14T - pohled ze středu 4. článku dozadu. Zřetelně jsou vidět zakřivující se tyče pro držení

- přední dveře jsou pouze pro řidiče a nikoli pro cestující, tím se zvyšuje nápor cestujících na zbývající dveře a obtížnost výstupu z prvního článku. Dále je to problém i pro nevidomé a cestující obecně, kteří čekají u zastávky a jsou zvyklí nastupovat předními dveřmi.[3]
- hlučnost uvnitř tramvaje,[4] respektive v jejím okolí; pro tuto vlastnost je tramvaj v různých diskusích přezdívána pojízdné železářství[5]
- umístění sedadel v lichých článcích naproti sobě a úzká ulička mezi nimi: když jsou sedadla obsazena, v uličce může stát pouze jeden člověk a mezi sedadly není možný průchod.[6] Při vystupování musejí stojící složitě uhýbat.
- umístění tyčí pro držení: svislé tyče se směrem vzhůru zakřivují od krajů sedadel, kde jsou upevněny, ke stěnám tramvaje, kde jsou na nich uchyceny vodorovné; markantnější je to na levé straně, kde jsou sedadla širší. Cestující, kteří se jich drží, se tak musejí naklánět nad sedící.[zdroj⁠?!]
- vysoká teplota uvnitř během letních dnů, tramvaj má jen minimální otevírací okna a vzduch uvnitř tak připomíná skleník. Ventilace, kterou je tramvaj vybavena, nasává vzduch přímo z rozpálené střechy. Klimatizace je osazena pouze v kabině řidiče.[7]
- neotočné podvozky, které ničí kolejnice v obloucích. Někteří jí proto přezdívají hoblík.[zdroj⁠?!]

Ředitel pro realizaci Škody Transportation Marek Herbst v rozhovoru v březnu 2008 prohlásil, že „požadavek DP na průjezdní profil na celé trase všech linek, a to včetně centra s úzkými ulicemi (...) má své důsledky, například pro vnitřní prostor tramvaje,“ tj. „z toho nutně vyplývá, že nemůže být tak široká, jak tomu bylo u předchozích modelů.“ Na dotaz na reakci cestujících uvedl pouze spokojenost matek s kočárky, případně vozíčkářů. Dále řekl, že „tzv. jedenapůlsedáky, na které se vejde jeden dospělý a malé dítě,“ jsou určeny pro rodiče s malými dětmi.

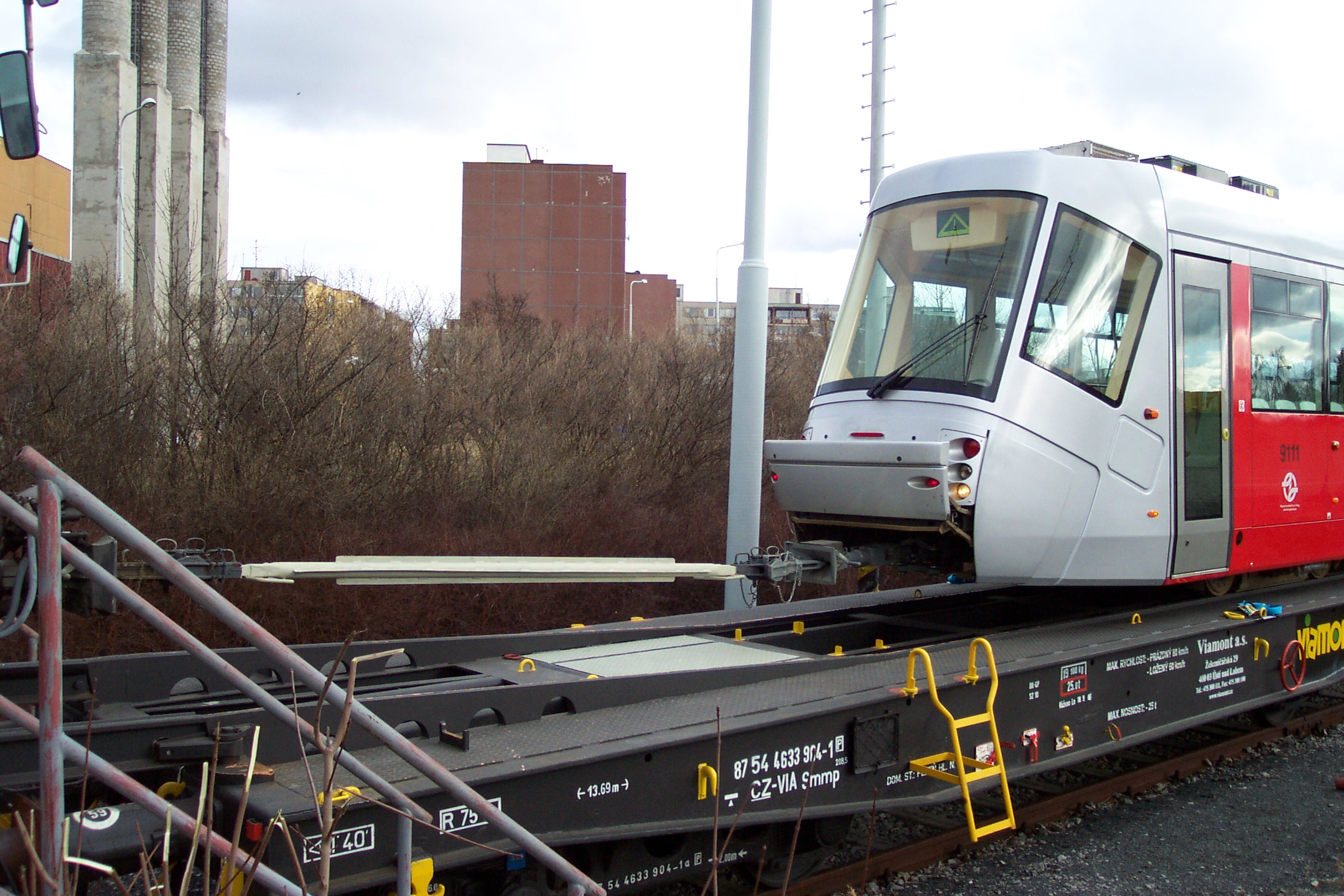
Příprava vozu ev. č. 9111 na převoz z Prahy do Plzně; vlevo tyč spojující ho s tramvají Tatra T6A5

## Zakázka pro Prahu

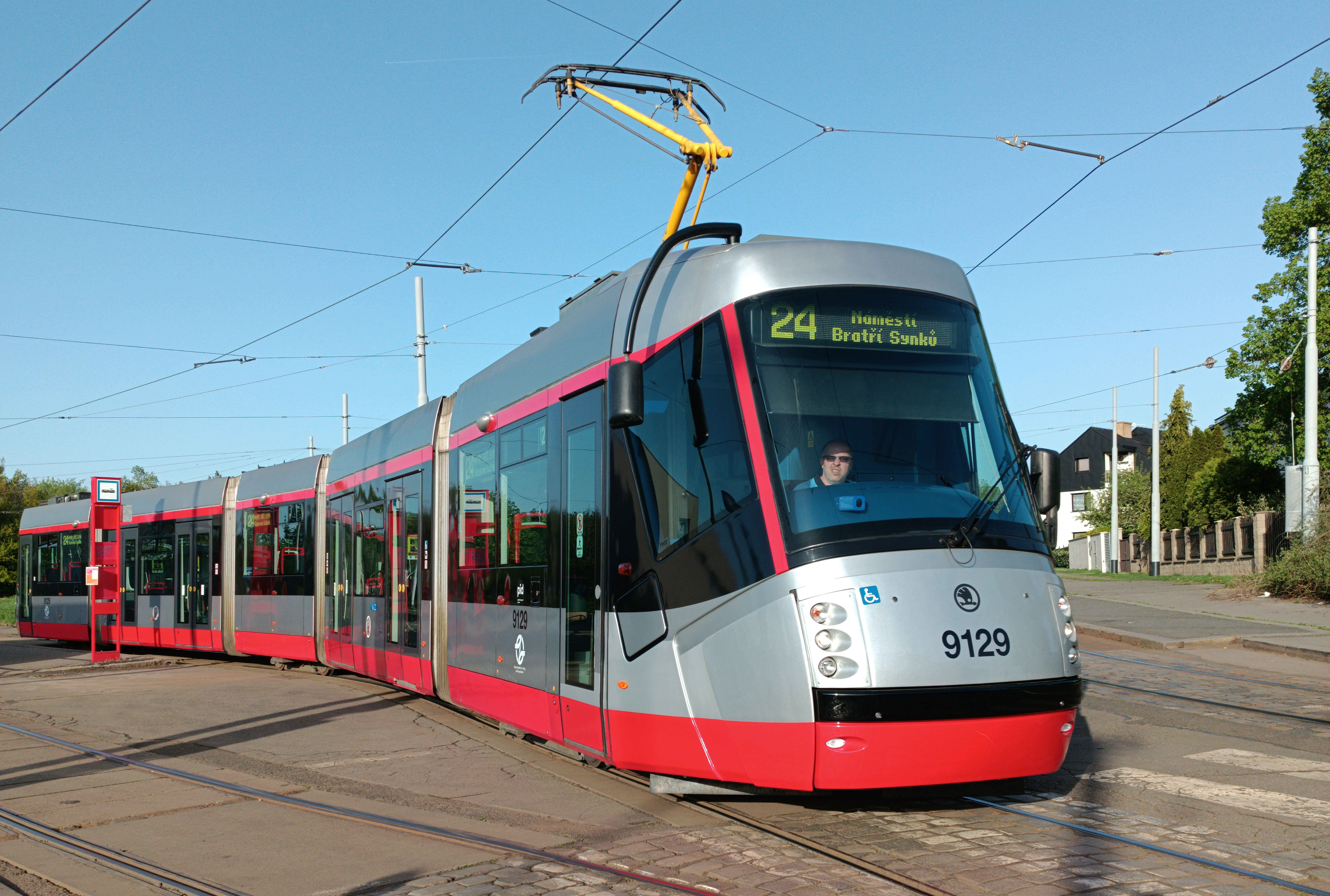
Tramvaj 14T vyjíždějící ze smyčky Vozovna Kobylisy

Zakázku na dodávku 20 vozů v ceně 1,3 miliardy Kč a opci na dalších 40 tramvají zkoumal v roce 2003 Úřad pro ochranu hospodářské soutěže pro mnoho nejasností v zadání výběrového řízení a možnost dodatečně měnit předmět plnění zakázky. V prvním stupni rozhodování ÚOHS v září 2003 prohlásil výběrové řízení za neplatné. Ve druhém stupni řízení, při rozhodování o podaném rozkladu v prosinci 2003, však rozhodnutí zmírnil, platnost výběrového řízení uznal a nařídil jen dílčí změny podmínek.

## Prototypy

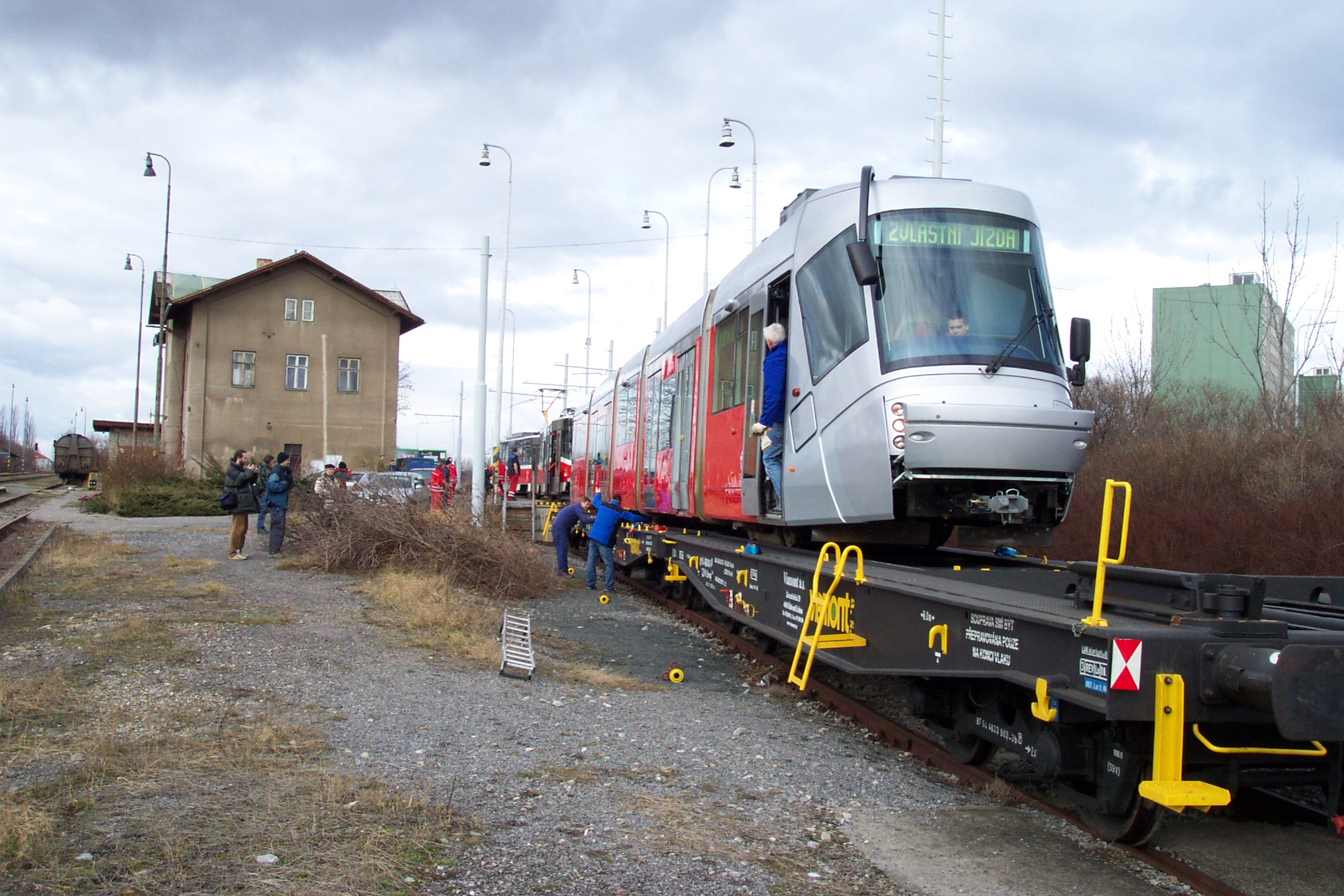
Škoda 14T na transportním železničním vagónu

První dva vozy 14T byly vyrobeny na podzim 2005. První tramvaj vykonala technicko-bezpečnostní zkoušku na konci listopadu v Plzni. Na přelomu listopadu a prosince probíhaly v Plzni též zkušební jízdy (pod evidenčním číslem 113). Poté byla převezena do Prahy a 13. prosince 2005 byla slavnostně předána zástupcům města vč. primátora Pavla Béma s evidenčním číslem 9111 (začátek stovkové řady je obsazen 4 nepoužívanými tramvajemi Tatra RT6N1). Následovaly různé zkoušky, od konce ledna zkušební a od dubna běžný provoz s cestujícími. Dne 9. února 2007 byl vůz za účelem úpravy na sériové provedení odvezen zpět do Škody Transportation; do Prahy se vrátil 23. května.
Druhý prototyp byl do Prahy přivezen na sklonku roku 2005. Obdržel evidenční číslo 9112. Během roku 2006 na něm probíhaly různé zkoušky za účelem doladění softwarového vybavení tramvaje. Využíván byl rovněž pro zaškolování řidičů. Při zkoušce zkratem v Ústředních dílnách DP 6. září 2006 mu selhaly brzdy, v zatáčce vykolejil, poničil zaparkovaný automobil a vážně zranil technika; poraněn byl i řidič. Při opravě vozu proběhla také úprava na sériové provedení a v polovině února 2007 vyjel poprvé s cestujícími.

## Dodávky tramvají
V letech 2005 až 2009 bylo vyrobeno celkem 60 vozů.
| Současný stát | Město | Článek | Roky dodávek | Počet vozů | Evidenční čísla při dodání | Poznámky  | Zdroj  |
| ------------- | ----- | ------ | ------------ | ---------- | -------------------------- | --------- | ------ |
| Česko         | Praha | článek | 2005         | 2          | 9111, 9112                 | prototypy | [ 11 ] |
| Česko         | Praha | článek | 2006         | 3          | 9113–9115                  |           | [ 11 ] |
| Česko         | Praha | článek | 2007         | 19         | 9116–9134                  |           | [ 11 ] |
| Česko         | Praha | článek | 2008         | 27         | 9135–9161                  |           | [ 11 ] |
| Česko         | Praha | článek | 2009         | 9          | 9162–9170                  |           | [ 11 ] |

## Provoz
Od 28. ledna 2006 byl vůz č. 9111 zkušebně provozován na nejdelší lince 3 procházející celým městem (Lehovec–Modřany). Hned 3. února museli cestující na Václavském náměstí vystoupit, když signalizace ukázala poruchu; po odjezdu vlastní silou do vozovny se zjistila nečistota v elektroinstalaci z výroby, respektive pouze uvolněný konektor. Po získání homologace byl vůz nasazen do pravidelného provozu od 5. dubna.
Vůz 9112 sloužil jen ke zkouškám; třetí byl dodán až 30. října. Dodávky se opožďovaly; zatímco podle původní smlouvy mělo být v roce 2006 dodáno 10 kusů, přišly pouze 3. Výrobce zpoždění dohnal až počátkem roku 2008 a po březnovém představení následného typu Škoda 15T naopak uvedl, že původní harmogram naplánovaný do počátku r. 2010 hodlá o rok uspíšit.
Do konce roku 2006 měly tramvaje Škoda 14T pět nehod, v následujícím 18. Vyjma havárie prototypu na zkušební trati šlo o drobné kolize.
Vůz č. 9125 se v listopadu 2007 stal jubilejní stou tramvají vyrobenou ve Škodě Transportation.
V březnu 2008 DP oznámil, že Škoda 14T přestane být nasazována na frekventovanou linku 9 procházející centrem města kvůli špatnému stavu trati v Seifertově ulici na Žižkově, jelikož tramvaj, těžší než ostatní typy, by mohla svou vahou zlomit kolej. V červenci 2008 se tramvaje Škoda 14T na linku 9 po rekonstrukci této tratě a přilehlé tratě v Olšanské ulici vrátily.
Od 18. června 2008 byla pro 14T podobně uzavřena v Holešovicích část ulice Dukelských hrdinů blíž k nábřeží kpt. Jaroše; na linku 12 přestaly být nasazovány, zatímco linka 14 byla odkloněna přes Hlávkův most.
V březnu 2009 byl dodán poslední, šedesátý vůz tramvaje 14T s evidenčním číslem 9170.
Prvním vyřazeným vozem typu 14T se stala tramvaj ev. č. 9165, která byla v roce 2012 zrušena po nehodě z 19. září 2011, kdy do ní zezadu narazila souprava vozů T6A5. Do roku 2023 bylo zrušeno celkem pět vozů 14T, všechny po nehodách.
Po opravách příčníků, které byly zahájeny v roce 2015, byly všechny tramvaje 14T soustředěny do vozovny Kobylisy.  Nebyly nasazovány na linku 12, dokud tuto linku vozovna Kobylisy vypravovala (tj. do znovuotevření vozovny Hloubětín).

### Rekonstrukce

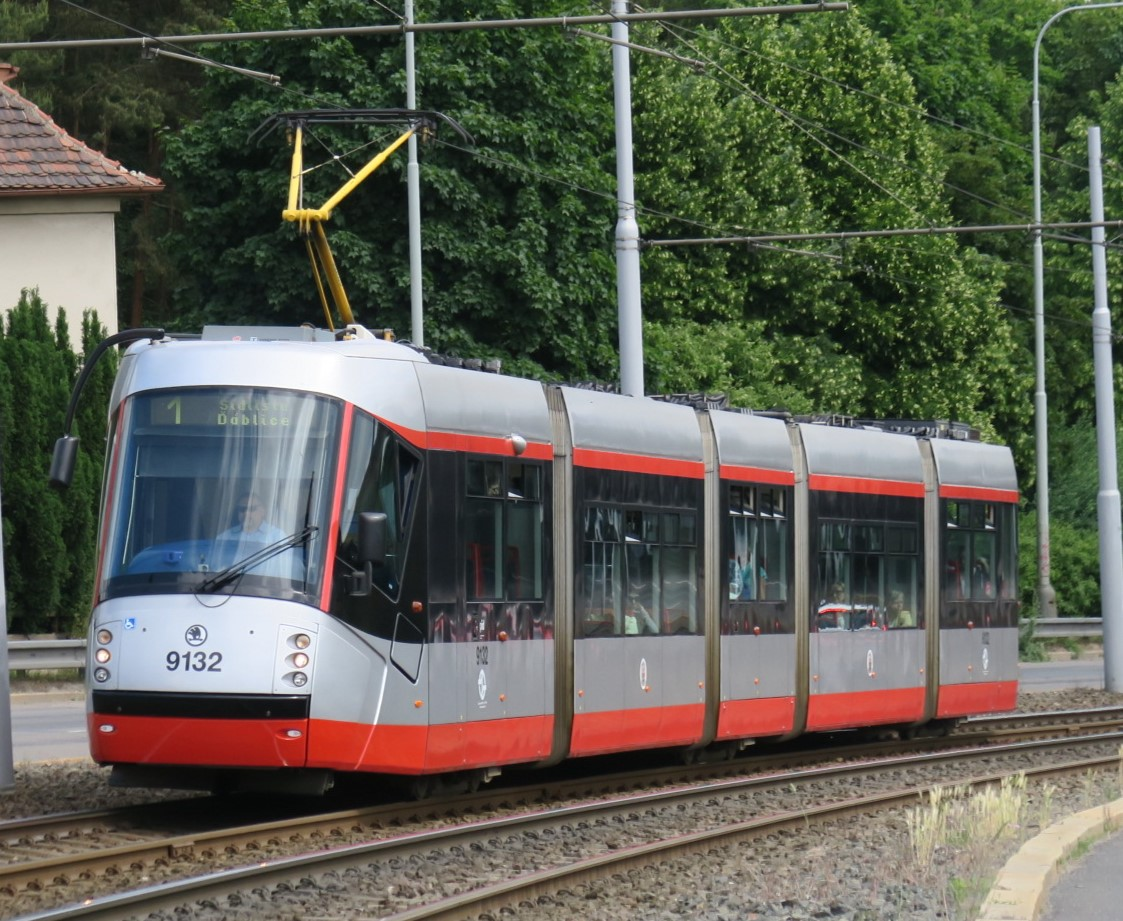
Modernizovaná Škoda 14T blížící se k zastávce Vychovatelna

V srpnu 2014 byly všechny tramvaje 14T odstaveny kvůli trhlinám v příčnících nosných článků v místech uchycení podvozků. Po provedení kontrol do listopadu 2014 se do provozu mohly vrátit pouze tři vozy. Od roku 2015 byla postupně prováděna výměna příčníků na všech vozech, které se poté následně vracely do provozu. Zpočátku byla tato oprava prováděna společně s tzv. malou modernizací, při které dochází k úpravám interiéru. Největší změnou je nové uspořádání sedadel v lichých (nosných) článcích, které bylo z podélného změněno na příčné, kvůli čemuž muselo dojít o úprav umístění různých agregátů, jež byly pod podélnými sedačkami původně umístěny. Vozy také dostaly nové laminátové sedáky. Inovováno bylo rovněž vnější barevné řešení vozidla, které navrhl architekt Patrik Kotas. Dne 18. dubna 2016 představil Dopravní podnik hl. m. Prahy první modernizovaný vůz ev. č. 9148.
Všech 57 provozních tramvají 14T mělo být podle zprávy z roku 2017 opraveno a modernizováno do roku 2019. Došlo však ke zpoždění dodávek dílů, takže dopravní podnik rozhodl, že přednostně budou vyměňovány příčníky, aby mohly být tramvaje vypravovány do provozu. Na podzim 2023 mělo všech 55 provozních tramvají 14T vyměněné příčníky a 31 z nich podstoupilo také malou modernizaci.